# Alexander Berelowitsch
Alexander Berelowitsch (international oft Aleksandar Berelovich, ukrainisch Олександр Леонідович Берелович Oleksandr Leonidowytsch Berelowytsch; * 2. Juli 1967 in Charkow, Ukrainische SSR, Sowjetunion) ist ein ukrainischer, in Deutschland lebender Schach-Großmeister und -trainer.

## Leben
Berelowitsch trägt seit 1997 den Titel eines Großmeisters und seit 2020 den Titel eines FIDE-Trainers.
Im Jahr 2001 gewann er in Ordschonikidse die ukrainische Einzelmeisterschaft. 2003 siegte er beim Möhnesee-Pokal sowie beim Hohenlohe Open, 2005 gewann er das Open bei den Solinger Schachwochen, 2008 den 5. LGA Premium-Cup in Nürnberg und 2016 das 2. Bayer-Sommer-Open in Leverkusen.
2008 wechselte Berelowitsch zum Deutschen Schachbund.

## Vereine
Berelowitsch spielte in der deutschen Schachbundesliga in der Saison 2002/03 für den SK Turm Emsdetten, von 2007 bis 2017 gehörte er dem SV Mülheim-Nord an. Seit 2017 spielt Berelowitsch für den Düsseldorfer SK 1914/25, unter anderem in der Saison 2018/19 in der 1. Bundesliga. In der niederländischen Meesterklasse spielte er von 2004 bis 2007 bei ESGOO Enschede, von 2007 bis 2009 für HMC Calder, von 2011 bis 2014 für die Bussums Schaakgenootschap und seit 2015 für En Passant Bunschoten-Spakenburg, mit dem er 2016 Meister wurde. In Belgien spielt Berelowitsch seit 2005 für den KSK Rochade Eupen-Kelmis, mit dem er auch 2006 und 2011 am European Club Cup teilnahm, in Luxemburg spielt er seit 2006 für De Sprénger Echternach, mit dem er 2009, 2016 und 2018 Mannschaftsmeister wurde.